# ジャンヌ・ド・トゥールーズ
ジャンヌ・ド・トゥールーズ（仏: Jeanne de Toulouse, 1220年 - 1271年8月25日）は、トゥールーズ女伯（仏: Comtesse de Toulouse）およびプロヴァンス女侯（仏: Marquise de Provence）。

## 生涯
トゥールーズ伯レーモン7世と妃サンシー・ダラゴン（アラゴン王アルフォンソ2世の娘）の一人娘として生まれた。1229年に締結されたパリ条約によって、ジャンヌはわずか9歳で、同い年のフランス王子アルフォンス（ルイ8世の八男でルイ9世の弟）と結婚した。フランス宮廷で育てられたジャンヌは、オック語文化に触れることはなく、ラングドック全域とトゥールーズ伯領内で異端審問により厳しい弾圧を受けていたカタリ派に、何の同情も感じなかった。
ジャンヌとアルフォンスの実際の婚儀は1234年3月13日から1241年3月13日の間と推測されている。彼女の婚儀の記録は不確かである。これは、彼女の生家ではなくカペー家が主導権を握っていたため、彼女が結婚年齢に達すると同時に婚儀が行われたとされているからである。
1241年6月24日、アルフォンスはポワティエ伯領とオーヴェルニュ伯領を授けられた。彼は兄ルイ9世とともにポワトヴァン男爵の反乱を非常に素早く押さえ、その後も義父レーモン7世が煽ったオクシタニアの男爵らの反乱を防いだ。カタリ派の要塞モンセギュール城は1244年に包囲された。
1249年8月26日、ジャンヌとアルフォンスは第7回十字軍に参加してエーグ＝モルトへ向かった。1249年9月27日にレーモン7世が死に、ジャンヌとアルフォンスがトゥールーズ伯となった。王母でありフランス摂政であるブランシュ・ド・カスティーユは、トゥールーズへ城代を送り込んだ。1250年4月5日、マンスーラの敗北後、アラブ軍に捕らえられていたアルフォンスが解放された。ジャンヌとアルフォンスがフランスへ向かう帰途に着き、ルイ9世は聖地に残った。1251年5月23日、夫妻は城代の任命をするためにトゥールーズへ入城した。以後、まれにしかトゥールーズに滞在しなかった。
1270年、ジャンヌとアルフォンスは再び第8回十字軍に参加したが、ルイ9世はチュニスで病没した。帰国の途に就いた夫妻は2人とも病を得て、シエナ近郊のコルネート（現在のタルクイーニア）の城に寄った。1271年8月21日、アルフォンスが病没、そしてジャンヌも8月25日に急死した。2人の間に子供はなく、その死によりトゥールーズ伯領はフランス王領へ併合された。